# فهد عتال
فهد عتال (ولد 1 يناير 1985 في قلقيلية)، لاعب كرة قدم فلسطيني محترف سابق لعب كمهاجم. يعتبر الهداف التاريخي لمنتخب فلسطين برصيد 14 هدفًا رسميًا و 16 هدفًا في جميع المسابقات.

## روابط خارجية
- فهد عتال على موقع الاتحاد الدولي (مؤرشف)  (الإنجليزية)
- فهد عتال على موقع قاعدة بيانات كرة القدم.إي يو (الإنجليزية)
- فهد عتال على موقع ناشيونال فوتبول تيمز (الإنجليزية)
- فهد عتال على موقع Soccerway.com (الإنجليزية)
- فهد عتال على موقع كووورة